# Jacopo Vignali

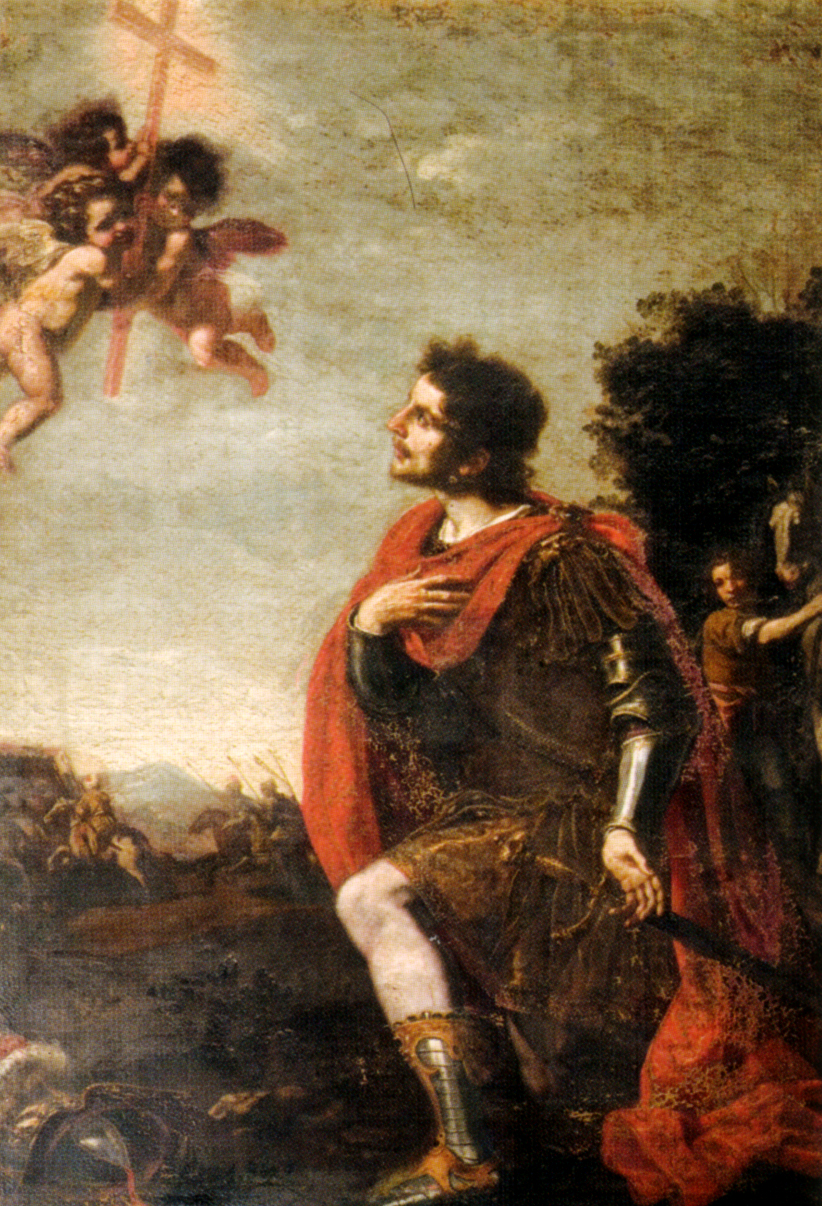
Jacopo Vignali: Aparició de la creu a Constantí.

Jacopo Vignali (Pratovecchio, 5 de setembre de 1592 - Florència, 3 d'agost de 1664) va ser un pintor florentí d'estil barroc.

## Biografia
Dotat des de nen per al dibuix, va rebre la seva primera formació d'un pintor local de Pratovecchio fins que el 1605 va marxar a Florència per formar-se en el taller de Matteo Rosselli. La relació entre Rosselli i Vignali va ser tan estreta que el mestre li va proposar que es casés amb la seva germana Margherita, encara que Vignali no va acceptar. Les relacions entre Rosselli i Vignoli sempre van ser bones. De tots els deixebles de Rosselli, serà Vignali el que tingui una carrera més prolífica.
Una vegada acabat el seu aprenentatge, Vignali va obrir el seu propi taller a Florència, a la via della Crocetta -avui nomenada via Laura-.
Segons l'historiador Luigi Lanzi, l'estil de Vignali recorda el de Guercino, no tant en les formes com en el seu ús de les ombres i en la composició. El seu deixeble més important va ser Carlo Dolci.
El 1663 va tenir un accident vascular cerebral que el va paralitzar quasi per complet. Va morir a l'any següent i va ser enterrat a l'església de San Michele Visdomini.

## Obres
Va pintar al fresc Amor per la pàtria i El somni de Jacob en la Casa Buonarroti de Florència. L'any 1616 va ingressar en l'Accademia del Disegno de Florència. A la dècada de 1620 va pintar La investidura de Sant Benet per a la Confraternità di San Benedetto Bianco. Entre 1622 i 1623 va treballar en els cicles de frescs per als Mèdici al Casino Mediceo di San Marco de Florència i a la Vil·la del Poggio Imperiale. Cap a 1630 va pintar les teles al·lusives a la medicina -entre d'altres, El bon samarità- de la Foresteria del Convent San Marco de Florència.